# Paronychia americana
Paronychia americana är en nejlikväxtart som först beskrevs av Thomas Nuttall, och fick sitt nu gällande namn av Edward Fenzl och Wilhelm Gerhard Walpers. Paronychia americana ingår i släktet prasselörter, och familjen nejlikväxter.

## Underarter
Arten delas in i följande underarter:
- P. a. americana
- P. a. pauciflora